# Songs for Drella
Songs for Drella je společné studiové album dvou dřívějších členů americké hudební skupiny The Velvet Underground, kytaristy a zpěváka Lou Reeda a violisty, zpěváka a klávesisty Johna Calea. Jde o konceptuální album pojednávající o americkém výtvarníkovi a režisérovi Andym Warholovi, který byl v šedesátých letech rovněž manažerem skupiny The Velvet Underground. Oba hudebníci se na albu střídali ve zpěvu, zatímco Reed hrál na kytaru a Cale na klávesové nástroje a violu. Deska byla vydána dne 11. dubna 1990, tedy více než tři roky po Warholově smrti, společností Sire Records.

## Před vydáním
Američan Lou Reed a Velšan John Cale se spolu poté, co druhý z nich v roce 1968 opustil kapelu The Velvet Underground, dlouhou dobu vůbec nebavili. V sedmdesátých letech spolu občasně vystupovali (jeden jako host na koncertu druhého), avšak nepracovali spolu na žádných nových písních. Když v únoru 1987 zemřel Andy Warhol, dřívější manažer jejich společné kapely, oba se následně v dubnu téhož roku sešli na jeho mši v newyorské katedrále svatého Patrika. Zde Caleovi režisér a výtvarník Julian Schnabel navrhl, aby napsal skladbu jako vzpomínku na Warhola. Cale v květnu 1988 rozpracovanou skladbu představil Reedovi a právě tehdy začaly vznikat další písně, na kterých se již podíleli oba.
Ještě nedokončené dílo bylo poprvé veřejnosti představeno 7. a 8. ledna 1988 v kostele svaté Anny v Brooklynu. Přibližně ve stejné době vydal Reed sólové album New York a v září téhož roku i Cale vydal album Words for the Dying. V listopadu a prosinci 1989 Cale s Reedem několikrát představili, tentokrát již kompletní, dílo Songs for Drella. Při jednom koncertu se k dvojici připojila ještě další členka The Velvet Underground, bubenice Maureen Tuckerová. Spolu s nimi však nezahrála žádné písně z této desky, nýbrž „Pale Blue Eyes“ z repertoáru The Velvet Underground. Jiný koncert, který proběhl před prázdným hledištěm, byl nafilmován. Dvojice rovněž několik písní z alba představila v televizním pořadu Late Night with David Letterman. Samotné album bylo nahráno mezi prosincem 1989 a lednem 1990 v newyorském studiu Sigma Sound.

## Vydání a následný vývoj

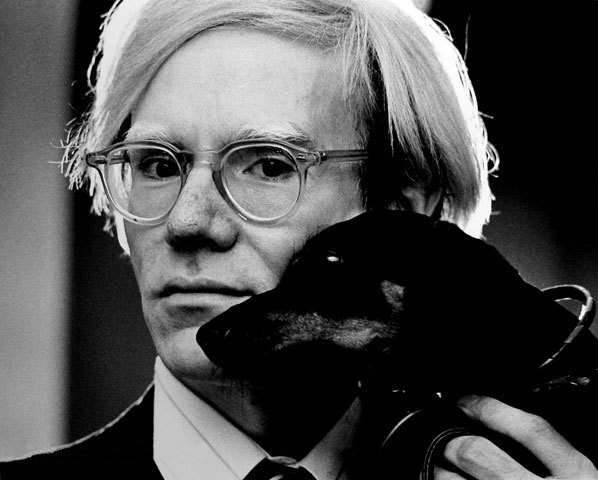
Andy Warhol

Album vydalo v dubnu roku 1990 vydavatelství Sire Records, s nímž měl Reed v té době nahrávací kontrakt. Publikováno bylo jak na kompaktním disku, tak i na gramofonové desce a audiokazetě. Slovo „Drella“ v názvu byla Warholova přezdívka, vzniklá ze slov „drákula“ (anglicky dracula) a „popelka“ (anglicky cinderella).
John Cale v bookletu alba uvedl, že Reed na desce odvedl více práce, než on sám. Později však ve své autobiografické knize What's Welsh for Zen prohlásil, že se Reed snažil jeho podíl zmenšit a z celého projektu vypudit. Uvedl, že měl „přinejmenším stejný podíl jako Lou“. Slova v bookletu údajně napsal proto, aby Reeda uklidnil.
Dne 15. června 1990 John Cale s Lou Reedem hráli několik skladeb z alba na výstavě zaměřené na Andyho Warhola pořádané Cartierovou nadací pro současné umění. Při vystoupení se k nim připojili také Maureen Tuckerová a Sterling Morrison, tedy zbylí členové klasické sestavy The Velvet Underground. V červnu a červenci 1993 spolu tato sestava odehrála celé evropské turné. Choreografové Ed Wubbe a Marco Goecke v roce 2011 připravili balet Songs for Drella inspirovaný tímto albem. V roce 2013 se Cale v jednom rozhovoru dozvěděl o zvěstech ohledně toho, že by Reed rád opět album oživil. Cale na to zaraženě odpověděl, že jsou to jen zvěsti, a i kdyby se to mělo stát, stálo by to hodně úsilí celé dílo opět oživit. Reed v říjnu toho roku zemřel, čímž tato možnost zanikla.

## Skladby
Album otevírá dvouminutová píseň „Smalltown“, v jejímž textu zpívající Lou Reed komickým způsobem popisuje dospívání Andyho Warhola na „malém městě“. Reed zde pouze zpívá, nehraje na kytaru, a doprovází jej Cale hrající na klavír. Následuje píseň „Open House“, opět zpívaná Reedem. Reed zde již hraje na kytaru, zatímco Cale na klávesy. Text pojednává o Warholově prvních newyorských letech, například o jeho první práci, v níž navrhoval boty. Zmiňuje zde také jeho „československé“ zvyky, které převzal od své matky. Třetí, bezmála tříminutovou, píseň „Style It Takes“ nazpíval John Cale. Text písně se věnuje pozdějšímu období ve Warholově životě, zmiňuje například jeho filmové screentesty, při nichž zapnul kameru a odešel. Další píseň, která nese název „Work“, opět zpívá Reed. Jde o drsnější píseň, které dominuje elektrická kytara. Dále je zde také výrazný klavír. V textu je například to, že Warhol chodil každou neděli do kostela. Dále je zde uvedena historka, podle níž se Warhol Reeda zeptal, kolik písní v ten den napsal. Ten mu odpověděl, že deset, přestože nenapsal žádnou. Warhol odvětil, že jich měl raději napsat patnáct. Na pátou pozici byla zařazena „Trouble with Classicists“ zpívaná Calem, jehož hlas je zde doprovázen Reedovou kytarou. Vypráví zde o „problému s klasicisty“, například o tom, že pokud se dívají na strom, vidí strom a namalují strom. Dále zde zmiňuje problémy s impresionisty, surrealisty a „osobnostmi“, načež dodává, že má rád umělce malující graffiti. V tříapůlminutové „Starlight“ Warhol prostřednictvím Reedova hlasu žádá Hollywood, aby otevřel dveře jeho filmům s opravdovými lidmi z ulice. Jmenuje zde také některé herce z Warholových filmů – Ingrid Superstar, Little Joe Dallesandro, Viva, Baby Jane Holzer a Edie Sedgwick. Písni dominuje elektrická kytara, v pozadí je slyšet klavír. V následující „Faces and Names“ vypráví Warhol prostřednictvím Caleova hlasu o tom, že by si přál, aby všichni lidé měli stejné tváře a jména.
Osmé písni v pořadí, jež nese název „Images“, dominuje výrazná viola a kytara. Reed v ní zpívá o reprodukci obrazů pomocí sítotisku. Mnohem něžnější je následující píseň – „Slip Away (A Warning)“, opět zpívaná Reedem. Vypráví o Warholově životě poté, co se jej pokusila Valerie Solanasová zastřelit. Reed zpívá i v následující, tříminutové „It Wasn't Me“. Warhol se zde Reedovým hlasem obhajuje, že nemůže za smrt svých spolupracovníků. Téma atentátu provází i následující píseň „I Believe“, v níž se zpěvu opět ujal Reed. Zpíval i ve dvanácté „Nobody But You“, která se opět zabývá Warholovým životem po postřelení. Zmiňuje například, že tu pro něj již není nikdo kromě „tebe“, čímž myslí „nikdo“. Délky šest a půl minuty dosahuje skladba „A Dream“, v níž John Cale předčítá dlouhý text. Jeho autorem je Lou Reed a byl inspirován Warholovými deníky. Jde o sen odehrávající se v nemocnici, kam odvezli Warhola po postřelení. V textu například zmiňuje, že Warhol vytvořil obal pro jeho album Honi Soit z roku 1981. Jeho hlas doprovází různé elektronické zvuky. Předposlední píseň „Forever Changed“ dosahuje bezmála pěti minut a je poslední písní, v níž zpívá Cale. Warhol zde prostřednictvím Calea vypráví o své cestě kolem světa a následné kompletní změně svého života. Cale zde opět hraje na klávesy a Reed na kytaru (včetně kytarového sóla). Poslední písní na desce je „Hello It's Me“, kterou provází Caleova viola, stejně jako Reedova kytara. Reed v textu adresovaném Warholovi zmiňuje například to, že jej poslední dobou příliš často nevídal a že mu chybí. Na konci písně se s Warholem loučí.

## Kritika
Publicista Mark Deming, který album ohodnotil čtyřmi a půl z pěti možných hvězdiček, jej ve své recenzi pro server Allmusic označil za „dojemný a hluboce procítěný hold nepochopenému člověku“ a „potěšení slyšet tyto dva kamarády znovu pracovat společně, přestože jejich spolupráce byla předurčena ke krátkému trvání.“ Novinář Paul Evans desku pro časopis Rolling Stone ohodnotil čtyřmi z pěti hvězd. Časopis Spin ji zařadil na devatenáctou příčku v žebříčku dvaceti nejlepších alb devadesátých let. Spisovatel Jeremy Reed ve své knize Lou Reed: Waiting for the Man uvedl, že „projekt Songs for Drella zůstává Reedovým nejvýznamnějším textařským počinem, který Cale podpořil až na samotnou hranici únosnosti.“ John Cale prohlásil, že byl nadšen veškerou energií, kterou byli dva lidé schopni dát do jedné nahrávky, a to bez použití bicích.

## Seznam skladeb
Autory všech skladeb jsou Lou Reed a John Cale.
| Pořadí | Název                    | Hlavní zpěvák | Délka |
| ------ | ------------------------ | ------------- | ----- |
| 1.     | Smalltown                | Reed          | 2:04  |
| 2.     | Open House               | Reed          | 4:18  |
| 3.     | Style It Takes           | Cale          | 2:54  |
| 4.     | Work                     | Reed          | 2:38  |
| 5.     | Trouble with Classicists | Cale          | 3:42  |
| 6.     | Starlight                | Reed          | 3:28  |
| 7.     | Faces and Names          | Cale          | 4:12  |
| 8.     | Images                   | Reed          | 3:31  |
| 9.     | Slip Away (A Warning)    | Reed          | 3:05  |
| 10.    | It Wasn't Me             | Reed          | 3:30  |
| 11.    | I Believe                | Reed          | 3:18  |
| 12.    | Nobody But You           | Reed          | 3:46  |
| 13.    | A Dream                  | Cale          | 6:33  |
| 14.    | Forever Changed          | Cale          | 4:52  |
| 15.    | Hello It's Me            | Reed          | 3:13  |

## Obsazení
Hudebníci:
- Lou Reed – zpěv, kytara
- John Cale – zpěv, klávesy, viola

Technická podpora:
- Lou Reed – produkce, mixing
- John Cale – produkce, mixing
- Jeremy Darby – nahrávání, mixing
- Michael Rathke – mixing, asistent producenta
- Andy Green – klávesový technik
- Mike Scalcione – asistent zvukového technika
- Greg Wong – asistent zvukového technika
- Victor Deyglio – asistent zvukového technika
- Tom Recchion – design
- Sylvia Reed – design
- Billy Name – fotografie Andyho Warhola
- James Hamilton – fotografie Calea a Reeda
- Jerome Sirlin – fotografie
- Risé Cale – fotografie
- Bob Ludwig – mastering